# New Salem (Dakota du Nord)
Pour les articles homonymes, voir New Salem.
La ville américaine de New Salem est située dans le comté de Morton, dans l’État du Dakota du Nord. Lors du recensement de 2010, sa population s’élevait à 946 habitants.

## Histoire
New Salem a été fondée en 1883.

## Démographie
| 1900 | 1910 | 1920 | 1930 | 1940 | 1950 |
| ---- | ---- | ---- | ---- | ---- | ---- |
| 229  | 621  | 711  | 804  | 875  | 942  |

| 1960 | 1970 | 1980  | 1990 | 2000 | 2010 |
| ---- | ---- | ----- | ---- | ---- | ---- |
| 986  | 943  | 1 081 | 909  | 938  | 946  |

## Source
- (en) Cet article est partiellement ou en totalité issu de l’article de Wikipédia en anglais intitulé « New Salem, North Dakota » (voir la liste des auteurs).